# El crack II
El crack II és la segona part de la pel·lícula El crack, dirigida per Jose Luís Garci el 1981. La primera part va tenir tant d'èxit que es va plantejar la possibilitat de repetir les aventures del detectiu privat Germán Areta. Aquesta continuació es va estrenar l'1 d'agost de 1983.

## Argument
El detectiu Areta accepta un cas recomanat pel seu antic comissari, l'avi. El nou client, anomenat Miguel Sampredo, és un home homosexual madur, antic company d'estudis del comissari, la parella del qual de 20 anys acaba d'abandonar-lo, i vol saber si hi ha un altre home pel mig. Areta amb la col·laboració del seu ajudant Cárdenas (àlies el moro) organitza un seguiment d'Alfonso Leiva, el metge parella del client contractant. Després de diversos dies d'investigació Areta comunica al seu client que no hi ha cap altre home en la vida de Leiva, que porta una vida ordenada i sense sortir per les nits llevat de per anar al psiquiatre un parell de vegades a la setmana, cosa que sorprèn el seu company, i una breu trobada al costat del Temple de Debod pel que sembla per mantenir una discussió. A més li va dir que tenia una caixa en un banc amb una forta quantitat de diners en segells, monedes antigues i gemmes. Poc temps després apareix la parella morta violentament, la policia creu que es tracta d'un crim passional, que Leiva va matar el seu company d'un cop i després es va suïcidar, però Areta està convençut que es tracta d'un assassinat doble. L'avi li demana que investigui l'assumpte i encara que en principi Areta s'hi nega, acaba fent-se'n càrrec després que dos individus irrompin a la seva oficina li donin una pallissa al moro i destrossin l'oficina deixant l'avís de deixar els morts en pau. Estirant del fil de l'home de la trobada al parc, Areta i Cárdenas descobreixen que Leiva treballava en una empresa farmacèutica que es dedicava a falsificar medicaments i que havia amenaçat de deixar-lo. Cárdenas entabana una empleada de la fàbrica per obtenir alguna cosa com a prova però és descobert i assassinat, deixant el seu cadàver a l'ascensor de la casa d'Areta amb un sobre a la boca amb un número de telèfon. Areta es decideix a trucar i concertar una entrevista amb un dels socis de l'empresa que li comunica que sap tot el que ha descobert i que no suposa un perill per a ells perquè han deixat aquest negoci i no té cap prova contra ells, però que la raó per parlar amb ell és que volen que treballi per a ells, en investigacions de tipus polític. Areta rebutja l'oferta i se'n va amb la seva promesa de vacances a Itàlia.

## Repartiment
- Alfredo Landa:[4] Germán Areta
- María Casanova: Carmen
- Miguel Rellán: Cárdenas 'Moro'
- José Bódalo: Don Ricardo
- Manuel Lorenzo: Rocky
- Rafael de Penagos: Miguel Sampedro
- Agustín González: Bombilla
- Arturo Fernández: Don Gregorio
- José Manuel Cervino: Frutos
- Maite Marchante
- José Yepes: Macarra
- José Luis Merino: Meri
- Fernando Bilbao:
- María Adánez: Nena